# Іванов Іван Олександрович
Іван Олександрович Іванов (1911, місто Попасна, тепер Луганської області — ?) — український радянський залізничник, машиніст першого класу, новатор виробництва, старший машиніст депо станції Попасна Ворошиловградської (Луганської) області. Член ЦК КПУ в 1949—1960 роках.

## Біографія
Народдився в родині залізничника, складача поїздів. Трудову діяльність розпочав у 1927 році. У 1930 році закінчив фабрично-заводське училище, працював бригадиром з ремонту паровозів депо Дебальцево-пасажирське на Донбасі. Навчався на робітничому факультеті. З 1933 року служив у Червоній армії.
З середини 1930-х років працював помічником машиніста, машиністом тепловоза депо Попасна Донецької (з 1938 року — Ворошиловградської) області.
Член ВКП(б) з 1939 року.
Під час німецько-радянської війни з вересня 1941 року служив у Червоній армії, був командиром танку та політичним керівником танкової роти.
З 1942 до 1943 року працював машиністом паровозного депо міста Куйбишева.
З 1943 до 1950-х років — старший машиніст паровозного депо станції Попасна Північно-Донецької залізниці Ворошиловградської (Луганської) області. Майстер швидкісного водіння великовагових поїздів, ініціатор підготовки молодих машиністів безпосередньо на паровозі. У 1944 році був занесений до «Книги трудової слави Радянської України».
Автор книжки «Скоростное вождение тяжеловесных поездов» (М.: Трансжелдориздат, 1951. (рос.)).

## Нагороди
- орден Леніна (29.07.1945)
- ордени
- медаль «За трудову відзнаку»
- медаль «За трудову доблесть»
- медаль «За доблесну працю у Великій Вітчизняній війні 1941—1945 рр.»
- значок «Ударник сталінського призову»
- значок «Почесному залізничнику»
- значок «Відмінний паровозник»
- машиніст 1-го класу